# Shin A-lam

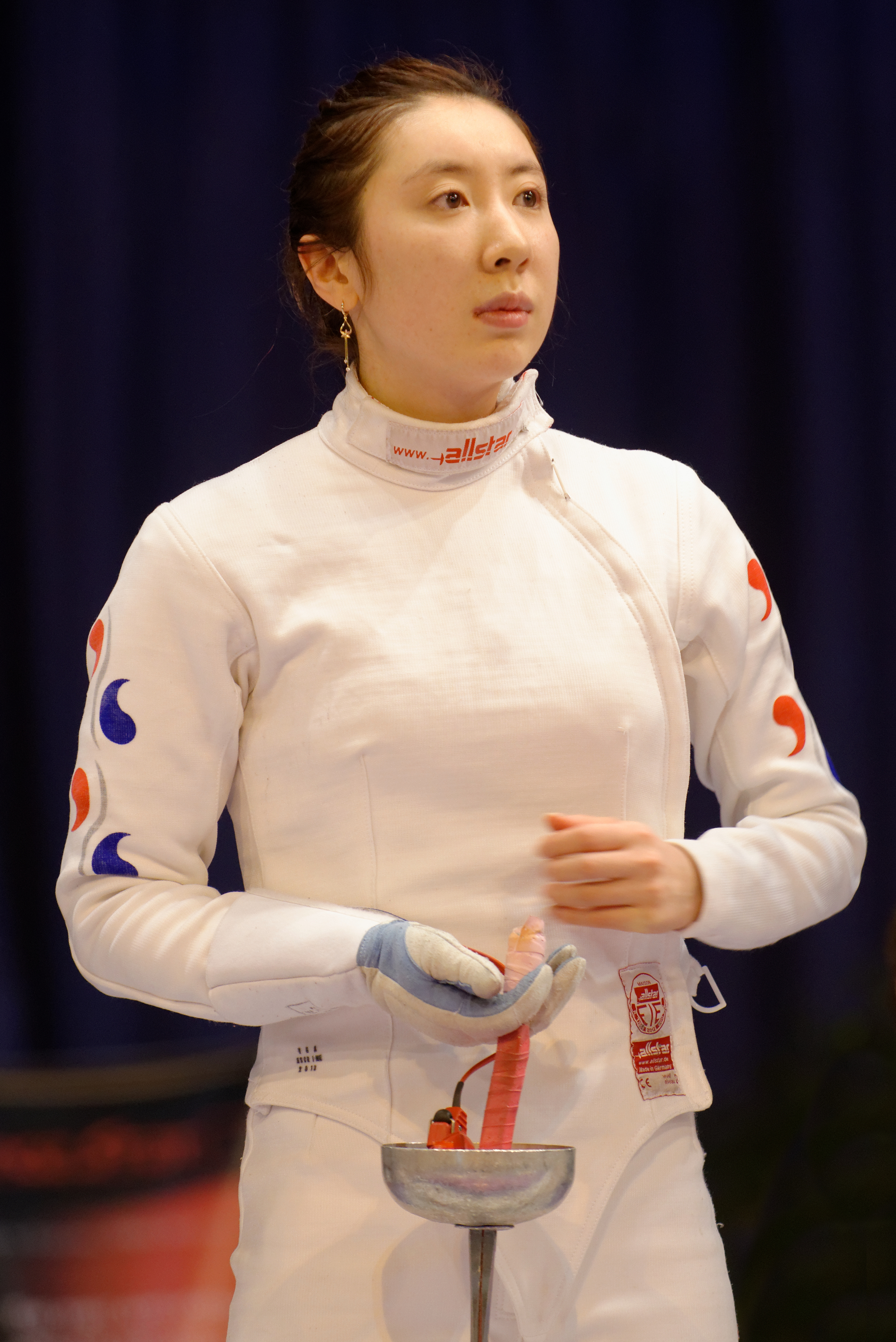
Challenge International de Saint-Maur 2013

Shin A-lam (* 23. September 1986 in Geumsan, Provinz Chungcheongnam-do, nach anderen Quellen in Gunsan, Provinz Jeollabuk-do, oder in Seoul) ist eine südkoreanische Degenfechterin.
Shin, die während ihrer Schulzeit mit dem Fechtsport begann, gewann 2012 die Asienmeisterschaften im Degen.
Bei den Olympischen Sommerspielen im selben Jahr erreichte sie in der Einzelkonkurrenz das Halbfinale. Dort kam es beim Gefecht gegen Britta Heidemann zu einem Eklat, nachdem die Deutsche in der letzten Sekunde der Verlängerung den entscheidenden Treffer setzte. Zuvor war bereits zwei Mal nach Doppeltreffern in der letzten Sekunde die Uhr auf eine ganze Sekunde zurückgesetzt worden. Der Protest der südkoreanischen Delegation wurde nach einer etwa einstündigen Diskussion abgewiesen, und Heidemann zog ins Finale ein. Während der Prüfung des Protests durfte Shin gemäß den Regeln die Bahn nicht verlassen, weil sie damit eine Niederlage akzeptiert hätte, sondern musste die Entscheidung dort abwarten. Sie verließ die Szene schließlich nach 72 Minuten unter Tränen und begleitet vom Applaus des Publikums. Shin verlor das anschließende Gefecht um die Bronzemedaille gegen die Chinesin Sun Yujie und belegte damit den vierten Platz. Das Angebot des internationalen Fechtverbandes, eine Sondermedaille zu verleihen, lehnte sie ab.
Im Mannschafts-Degen-Fechten errang sie mit der südkoreanischen Mannschaft die Silbermedaille. Im Finale unterlagen sie gemeinsam der chinesischen Mannschaft.
2013 bei der Sommer-Universiade in Kasan holte Shin A-lam Gold im Degen-Einzel, bei den Weltmeisterschaften in Budapest erreichte sie den sechsten Platz im Degen-Einzel.